# Xã Lake Valley, Quận Traverse, Minnesota
Xã Lake Valley (tiếng Anh: Lake Valley Township) là một xã thuộc quận Traverse, tiểu bang Minnesota, Hoa Kỳ. Năm 2010, dân số của xã này là 237 người.